# Urbanización Montbarbat
Urbanización Montbarbat es una urbanización perteneciente al término municipal de Massanet de la Selva en la provincia de Gerona, en la comarca de La Selva (comarca) y cercana a las localidades de Vidreres, Lloret de Mar y Tordera (Barcelona). Se encuentra cerca de la urbanización Terrafortuna que pertenece al término municipal de Vidreres.
Se accede mediante la autovía N-II y la Carretera de Lloret de mar a Vidreres , es decir la C-43.
Dentro de la urbanización se encuentra el yacimiento del antiguo poblat ibèric de montbarbat
- Datos: Q6157340